# Konrad Treger
Konrad Treger, auch Conrad Träger, Dreiger, Träyer, Tregarius, Treiger, Treyer, Treyger, (* um 1480/83 in Freiburg im Üechtland; † 13. Januar 1543 ebenda) war ein Augustiner-Eremit und katholischer Kontroverstheologe der Reformationszeit.

## Leben

### Ausbildung und Herkunft
Konrad Treger wurde zwischen 1480 und 1483 in Freiburg im Üechtland in eine alteingesessenen Bürgerfamilie geboren. Um 1500 trat er in das Augustinerkloster seiner Geburtsstadt ein. Ab 1509 bildete er sich am Generalstudium des Ordens in Paris weiter. 1513 kehrte er in sein Mutterkloster zurück und wurde dort zum Prior ernannt. Im Jahr 1514 wechselte er an die Universität von Freiburg im Breisgau, wo er 1516 das Studium als Doktor der Theologie abschloss. 1517 wurde er zum Prior des Klosters von Strassburg und zum Regens des dortigen Augustiner-Generalstudiums ernannt.

### Provinzial
Bereits 1518 wurde er zum Provinzial der rheinisch-schwäbischen Ordensprovinz gewählt. In dieser Funktion führte er im Kloster von Strassburg 1521 eine Disputation über die Prädestination- und Rechtfertigungslehre durch. Seine dort aufgestellten Thesen wurden später gedeutet, als sei er anfänglich der Reformation wohl gesinnt gewesen, was auch in der Anstellung eines evangelisch gesinnten Predigers zum Ausdruck gekommen sei. Sein späterer Gegner Wolfgang Capito monierte, dass er erst nach einer angeblichen Romreise im Jahr 1521 oder 1522 zu einem entschieden Gegner der Reformation geworden sei. Als Provinzial unternahm er mehrere Visitationsreisen in die Klöster seiner Provinz und versuchte seine Untergebenen (oft vergeblich) von der neuen Lehre abzuhalten. Die konfessionell begründete Verhaftung seines Mitbruder Johann Mantel, der in Stuttgart als evangelischer Prediger wirkte, unterstützte er durchwegs. Trotz seiner Bemühungen gegen die Einmischung der weltlichen Obrigkeit in Ordensangelegenheiten, wurden in seiner Zeit als Provinzial einige der bedeutendsten Augustinerklöster seiner Provinz geschlossen. So wurde das Zürich im Sommer 1524 aufgehoben, in Konstanz wurde im gleichen Jahr die Aufnahme von Novizen untersagt. In Basel wurde das Kloster 1528 geschlossen, nachdem dessen Insassen schon seit 1524 der neuen Lehre zugeneigt waren. Ebenfalls 1528 wurden die Augustinerklöster von Bern, Interlaken und Köniz säkularisiert. Als Konrad Treger 1542 an der Pest erkrankte, war er bloß noch Vorsteher von elf Augustinerklöstern mit insgesamt kaum 40 Mitgliedern.

### Treger-Handel
Im Jahr 1524 kam es in Strassburg zum offenen Konflikt zwischen Treger und den reformatorisch gesinnten Geistlichen. Die Auseinandersetzung begann, als Treger im März 1524 die Schrift Paradoxa centum de ecclesia conciliorumque auctoritate (Hundert Paradoxa oder Wunderreden vom gewalt der Schrift, Kirchen und Concilien) veröffentlichte. Die Schrift war dem Bischof von Lausanne Sébastien de Montfalcon gewidmet und enthielt hundert Thesen gegen die Glaubensspaltung, die er zusammengestellt hatte, um sie in seiner Vaterstadt öffentlich zu verteidigen. Sofort nach dem Erscheinen der Schrift, ersuchten die neugläubigen Prediger Strassburgs um eine Disputation mit dem Verfasser. Es kam zu einer dreitägigen privaten Disputation im Franziskanerkloster; einem öffentlichen Gespräch widersetzte sich Treger mit dem Hinweis, der Bischof habe es ihm nicht erlaubt. Im Namen der Strassburger Prediger antwortete Capito darauf im April 1524 mit seiner Schrift Verwarnung der diener des wortes, und der brüder zu Strassburg, in welcher er Treger bezichtige, er bezweifle die Autorität der Heiligen Schrift. Zudem wurden ihm unlautere Motive für sein Eintreten für die katholische Kirche vorgeworfen. Für seine Antwort auf das lügenhafft gotteslesterig Buch konnte Treger lange Zeit keinen Drucker finden. Als seine Vermanung [...] an ein lobliche gemeyne Eydgenoßschafft vor den Böhemschen ketzereyer, mit starken Angriffen gegen die Prediger im September 1524 endlich erschien, erhob sich ein Sturm der Entrüstung in der Stadt. Eine Abordnung wandte sich an den Rat von Strassburg und verlangte die Verhaftung Tregers. Unterdessen hatten empörte Anhänger der Reformation bereits das Augustinerkloster gestürmt und Konrad Treger in ihre Gewalt gebracht. Der Rat beugte sich dem Volkswillen und kerkerte Treger ein. Obwohl sich seine Heimatstadt Freiburg für seine Freilassung einsetze, dauerte es bis zum 12. Oktober 1524, bis Treger gegen Urfehde entlassen wurde. Gleichzeitig wurde den reformierten Predigern erlaubt, die Thesen Tregers zu bekämpfen. Diese kam in weiteren Flugschriften von Hedio, Bucer und Capito zum Ausdruck. Treger blieb noch einige Wochen in der Stadt und siedelte Ende Jahr nach Freiburg in die Schweiz über, wo er bis zu seinem Tode blieb.

### In der Eidgenossenschaft
In Freiburg, das sich wie die fünf Orte der Innerschweiz gegen die Reformation ausgesprochen hatte, wurde Treger mit der Wohnsitznahme ein Berater des Rates in religiösen Angelegenheiten. Im Jahr 1526 nahm er als Vertreter des Bischofs von Lausanne an der Badener Disputation teil, ohne dass er sich an den Gesprächen aktiv beteiligte. An die Berner Disputation von 1528 wurde er explizit von Bern eingeladen, weil er über die Grenzen hinaus eine anerkannte Autorität war. Nach der Absage von Johannes Eck und Thomas Murner war er der einzige bekannte Gelehrte, der gegen die Reformatoren antrat. Er traf in Bern auf seine alten Gegner Capito und Bucer. Als ihm in der Disputation mit den Strassburger Predigern das Wort entzogen wurde, verließ er bereits am fünften Tag die Versammlung. Er warf den Vorsitzenden der Disputation Parteilichkeit vor. Im Jahr 1530 trat er an der Disputation von Lausanne auf und disputierte mit Guillaume Farel. Im Jahr 1536 reiste er im Auftrag des Bischofs von Lausanne an den Reichstag von Speyer. Aus seiner Freiburger Zeit sind keine von ihm verfassten Schriften bekannt. Als Provinzial war er oft auf Inspektionsreisen unterwegs und musste beobachten, wie die Zahl der Klöster und der Augustiner immer kleiner wurde. Im Jahr 1542 erkrankte er an der Pest und starb schon bald. Er wurde in der Klosterkirche von Freiburg beerdigt. Zum Nachfolger als Provinzial wurde seinem Wunsch entsprechend der Elsässer Johannes Hoffmeister ernannt.

### Werke Tregers
- Paradoxa centum de Ecclesiae Conciliorumque auctoritate : Ad reverendum in Christo P. et illustrem principem Fabianum de Monte Falcone Lausansem episcopum Strassburg 1524 Digitalisat
- Vermanung bruder Conradts Treger, Augustiner ordens durch hohe Teütsche land Provincial an ein lobliche gemeyne Eydgenoßschafft vor der Böhemschen ketzerey, unnd antwurt Uff ein lugenthafft gotslestrig buch von etlichen so sich diener des worts heissen an ein Gemeyne Eydgenoßschafft diß jars im Aprilen ußgangen. Freiburg im Breisgau 1524 Digitalisat
- Ein schoener spruch darinn deren von Costantz seltzame Renckh vnd Abentheür damitt Sy vmbgon begriffen syen. Augsburg 1529.

### Gegner in Strassburg
- Wolfgang Capito: Verwarnung der diener des wortes, und der brüder zu Strassburg an die brüder von Landen und Stetten gemeiner Eidgenossschafft. Wider die Gotslesterige Disputation bruder Conradts Augustiner. Straßburg 1524
- Wolfgang Capito: Antwurt D. Wolffgang Fab. Capitons auff Bruder Conradts Augustiner ordens Provincials Conrad Treger vermanung, so er an gemein Eidgnoschafft jüngst geschriben hat. Strassburg 1524 Volltext in der Google-Buchsuche
- Martin Bucer: Ein kurtzer warhafftiger bericht von Disputationen vnd gantzen handel so zwischen Cunrat Treger Prouincial der Augustiner vnd den predigern des Euangelij zu Straßburg sich begeben hat. Strassburg 1524.
- Caspar Hedio: Ablehnung, kurtz, nützlich und nothwendig uff B. Cunraths Tregers büchlin. Strassburg 1524 Digitalisat
- Katharina Schütz: Entschuldigung Katharina Schützinn, für M. Matthes Zellen, jren Eegemahel, der ein Pfarrher vnd dyener ist im wort Gottes zü Strassburg. Von wegen grosser lügen vffjn erdiecht. Darinn ettlich stoltze Sophisten angriffen sein, als D. Murnar. D. Jo. Cocleus Bruder Conrad Treger, Augustiner ordens Prouincial so iüngst mit vil lügen die Christlichen prediger vnd standen hat zü verunglimpffen. Strassburg 1524.

### Berner Disputation
- Handlung Oder Acta Gehaltner Disputation Zuo Bern In Uchtland. Bern 1608 Digitalisat